# الجزائر في عهد بوتفليقة
الجزائر في عهد بوتفليقة 1999-2019. بعد استقالة الرئيس الشاذلي بن جديد سنة 1992 م
دخلت الجزائر في مواجهة الجماعة الإسلامية الجهادية وفي مرحلة العشرية السوداء تم تأسيس المجلس الأعلى للدولة في 9 رجب عام 1423 الموافق 14 يتاير سنة 1992 من طرف المجلس الأعلى للأمن برئاسة محمد بوضياف، وبعد حادثة محمد بوضياف يوم 29 يونيو 1992، نرأس المجلس علي كافي وبعد انتهاء مهام المجلس الأعلى للدولة وفي أواخر كانون الثاني –يناير –1994 تسلمّ اللواء اليامين زروال رسميّا رئاسة الدولة الجزائرية حتى سنة 1999 م وفي 15 أبريل 1999 يُنتخب عبد العزيز بوتفليقة رئسا للجمهورية واستمرر حتى سنة 2019 م بأربعة عهدات متتاليات.
جهوده لإعادة السلم الاجتماعي، وتم التركيز بالخصوص على ميثاق السلم والمصالحة الوطنية، كما تتناول ما تم تحقيقه في مجال بناء دولة القانون وتحسين الحكومة، كما عرجت على التحديات التي مرت بها الدبلوماسية الجزائرية.

## العهدة الأولى
1. أعلن اليامين زروال في سبتمبر/ أيلول 1998 أنه سيتنحى عن الحكم وسينظم الانتخابات الرئاسية الجزائرية 1999 مبكرة تم إجراؤها في نيسان/ أبريل 1999. وتقدم لهذه الانتخابات 16 مترشحا أجاز المجلس الدستوري سبعة منهم وهم:

1. عبد العزيز بوتفليقة (وزير سابق)
2. مولود حمروش (رئيس حكومة سابق)
3. مقداد سيفي (رئيس حكومة سابق)
4. أحمد طالب الإبراهيمي (وزير سابق)
5. حسين آيت أحمد (زعيم جبهة القوى الاشتراكية)
6. يوسف الخطيب (مستشار رئاسي سابق)
7. سعد عبد الله جاب الله (رئيس حركة الإصلاح الوطني).

وكانت نتيجة الانتخابات فوز بوتفليقة بنسبة 70% من أصوات الناخبين بحسب التقديرات الرسمية، وذلك بعدما انسحب المترشحون الستة بشكل منسق وجماعي قبل يوم واحد من إجراء الاقتراع بحجة تأكدهم من عدم شفافية الانتخابات.
وجرت الانتخابات بمرشح واحد تحت شعار «جزائر آمنة مستقرة»، وهو شعار اختزل برنامجه السياسي.
وعد بوتفليقة بإنهاء العنف الذي اندلع إثر إلغاء نتائج الانتخابات البرلمانية عام 1991، والتي فازت فيها الجبهة الإسلامية للإنقاذ بالأغلبية. وكانت الأزمة في الجزائر حينها قد حصدت قرابة 150 ألف شخص وخلفت خسائر بأكثر من 30 مليار دولار.
وفاز بوتفليقة برئاسة الجمهورية بنسبة 79 في المئة من أصوات الناخبين، بدعم من الجيش وحزب جبهة التحريرالوطني.
- في سبتمبر/أيلول 1999، أدى نجاح الاستفتاء الشعبي على قانون الوئام المدني إلى تخلي قرابة ستة آلاف مسلح إسلامي عن القتال واستفادتهم من عفو مدني.

- * عام 2001 وقعت فيضانات باب الواد. فيضانات عارمة وسيول جارفة بعد أمطار غزيرة لم تنقطع أتت على الأخضر واليابس خرّبت وشردت عائلات بأكملها في بلدية باب الواد...

- '* في العام 2002'، وبعد أعمال شغب دامية في منطقة القبائل أسفرت عن سقوط 126 قتيلا، اعترفت الدولة بالأمازيغية كـ”لغة وطنية” ثانية، بقرار من الرئيس عبد العزيز بوتفليقة.[3]

- * 21 مايو، 2003 وقع زلزال بومرداس حصل في ولاية بومرداس الجزائرية. كان زلزالا رهيبا وضحاياه عديدة. كان هذا بتاريخ الأربعاء 21 مايو 2003 وعند الساعة السابعة وأربع وأربعين دقيقة مساء.

- المستوى الداخلي

ولما أخد الأمن يستتب تدريجيا تأتى للرئيس بوتفليقة الشروع على المستوى الداخلي في برنامج واسع لتعزيز دعائم الدولة الجزائرية من خلال إصلاح كل هياكل الدولة ومهامها. والمنظومة القضائية والمنظومة التربوية واتخاد جملة من الإجراءات الإقتصادية الجريئة شملت على وجه الخصوص إصلاح المنظومة المصرفية قصد تحسين الأداء الاقتصاد الجزائري ما مكن الجزائر من دخول اقتصاد السوق وإعادة النمو ورفع نسبة النمو الإقتصادي.
كما قرر الرئيس خلال عهدته الأولى ترسيم الإعتراف بالأمازيغية كلغة وطنية.
- على الصعيد الدولي

على الصعيد الدولي تستعد وتحت إشراف بوتفليقة وبدفع منه دورها القيادي حيث يشهد على ذلك دورها الفعال الذي ما انفك يتعاظم على الساحة القارية في إظار الايتحاد الإفريقي وشراكة جديدة من أجل تنمية إفريقيا (نيباد) الذي كان بوتفليقة أحد المبادرين بها.
- على المستوى المتوسطي

على المستوى المتوسطي أبرمت الجزائر اتفاق شراكة الاتحاد الأروبي في 22 أبريل 2001 لتصبح الجزائر شريكا مرموقا لدى مجموعة الثمانية في قمم هذه المجموعة بإنتظام منذ سنة 2000. 

## العهدة الثانية
الانتخابات الرئاسية الجزائرية 2004، في أبريل/نيسان 2004، فاز بوتفليقة بولاية ثانية بعد حملة انتخابية شرسة، واجه خلالها رئيس الحكومة السابق علي بن فليس. وحصل بوتفليقة على 84.99 في المئة من أصوات الناخبين بينما حصل بن فليس على 6.42 في المئة.
'* وفي سبتمبر/أيلول 2005'، حظي «ميثاق السلم والمصالحة» بدعم الناخبين في استفتاء شعبي، ما أدى إلى إدماج حوالي ألفين من المسلحين الإسلاميين في المجتمع الجزائري بعد تخليهم عن السلاح.
وأشاد المجتمع الدولي بنتائج المصالحة الوطنية في الجزائر، لكن أُخذ على مجموعات حقوق الإنسان عدم تسوية ملف المفقودين خلال مرحلة الأزمة، وعدم اهتمامها بالشكل اللائق بعائلات ضحايا الإرهاب، ما أعطى انطباعا أن المستفيد الأكبر من مشروع المصالحة الوطنية هم الذين حملوا السلاح ضد الدولة الجزائرية خلال التسعينات.
- في 26 نوفمبر/تشرين الثاني 2005، تعرض الرئيس عبد العزيز بوتفليقة لوعكة صحية نُقل على إثرها إلى المستشفى العسكري الفرنسي «فال دوغراس»، حيث مكث شهرا وخمسة أيام، أجرى خلالها عملية جراحية تتعلق بقرحة في المعدة حسب السلطات الرسمية الجزائرية.

## العهدة الثالثة
في الانتخابات الرئاسية الجزائرية 2009 انتُخب بوتفليقة لولاية ثالثة في أبريل/ نيسان 2009، بأغلبية 90.24 في المئة. وجاء ذلك بعد تعديل دستوري عام 2008، ألغى حصر الرئاسة في ولايتين. ولقي التعديل انتقادات واسعة، واعتبره معارضوه مؤشرا على نيته البقاء رئيسا مدى الحياة، وعلى تراجعه عن الإصلاح الديمقراطي.
- وخلال عهدته الثالثة أغلن عن إصلاحات سياسية وإقتصادية جديدة الهدف منه تعزيز الاستقرار والتطور الإقتصادي الذي شرع فيه منذ عشرية من الزمن.

- 31/10/2011 دشن الرئيس الجزائري عبد العزيز بوتفليقة الخط الأول لمترو الجزائر العاصمة، على مسافة 9.5 كلم و10 محطات، الذي انطلقت أعماله في 1982 والذي قدرت كلفته نحو مليار يورو.[4]

- 2012/10/18 وضع حجر الأساس للمشروع لبناء جامع الجزائر. ينجز بكلفة تقدر بمليار و350 مليون دولار، وأشرفت على إنجازه الوكالة الوطنية لإنجاز وتسيير جامع الجزائر تحت وصاية وزارة الشؤون الدينية والأوقاف ثم تسحب الرخصة منها ويوضع تحت إشراف ووزارة السكن والعمران والوكالة الوطنية لإنجاز وتسيير جامع الجزائر.

## سنوات المرض
- و'في 27 من أبريل/نيسان 2013'غليظ، أصيب الرئيس الجزائري بجلطة دماغية، نُقل على إثرها إلى المستشفى الفرنسي نفسه.

وبقي بوتفليقة في المستشفيات الفرنسية إلى يوم عودته إلى الجزائر في 16 يوليو/تموز 2013 على كرسي متحرك.

### غياب الرئيس الجزائري
وخلال غياب الرئيس الجزائري، اعتبرت أحزاب وشخصيات جزائرية منصب رئيس الجمهورية شاغرا، ما يستدعي تطبيق المادة 80 من الدستور الجزائري.
وبعد عودته، شكك كثيرون في قدرته على ممارسة صلاحياته كرئيس للدولة وقائد أعلى للقوات المسلحة.
رغم ذلك، ترشح بوتفليقة لولاية رئاسية رابعة عام 2014، وفاز بها بنسبة 81.53 في المئة من الأصوات، بعد حملة انتخابية أدارها بالنيابة عنه أعضاء الحكومة ومسؤولون حزبيون.

## العهدة الرابعة
في يوم 17 - 04 - 2014 اختتمت على الساعة الثامنة مساءا عبر كامل التراب الوطني عملية الاقتراع الخاصة بالانتخابات الرئاسية 2014 بتسجيل بنسبة مشاركة نهائية عند 51.70 بالمائة، مسجلة تراجعا كبيرا مقارنة بالنسبة الإجمالية للمشاركة في رئاسيات 2009، أين سجلت نسبة المشاركة 74.54 بالمائة، وسط تقارير أولية رجحت تفوق الرئيس المترشح عبد العزيز بوتفليقة، على منافسيه الخمسة وبتباين كبير في النسب بغالبية الولايات بنسبة تجاوزت ال70 بالمائة.
وفي فبراير 2016، صادق البرلمان الجزائري على تعديل دستوري آخر، عاد فيه بوتفليقة إلى تحديد رئاسة الجمهورية في ولايتين على الأكثر، وتعالت أصوات الأحزاب الداعمة له، خصوصا جبهة التحرير الوطني والتجمع الوطني الديموقراطي، للترشح لولاية خامسة في انتخابات 2019.
* تم القضاء على 70 بالمائة من البيوت القصديرية في 2017 على المستوى الوطني وأن 120 ألف وحدة سكنية سيتم الانطلاق فيها في 2018 و70 ألف lpa و30 ألف سكن ريفي،4500 مسكن ترقوي عمومي، بالإضافة إلى 1200 مؤسسة تربوية وبرامج ضخمة تخص الطرقات وشبكات مختلفة. في حين تم تسليم 3 ملايين و600 وحدة سكنية بمختلف الصيغ منذ 1999.
* 11/12/2017 إطلاق أول قمر صناعي «ألكوم سات 1» موجه للاتصالات السلكية واللاسلكية والبث الإذاعي والتلفزيوني والإنترنت من قاعدة فضائية في الصين.

## احتجاجات الجزائر 2019
وعلى الرغم من اعتلال صحته، عزز الرجل سلطته، وحل في بداية 2016 إدارة الاستخبارات والأمن الواسعة النفوذ بعد أن أقال رئيسها الجنرال الشهير محمد مدين المكنى توفيق.
وظل بوتفليقة متمسكا بالسلطة أطول وقت ممكن. رضخ للشارع وأعلن عدوله عن الترشح لولاية خامسة، لكنه أرجأ الانتخابات إلى موعد غير محدد، في تمديد فعلي لولايته الرابعة. ثم أعلن أنه سيستقيل قبل موعد انتهاء الولاية الرابعة في 28 أبريل/نيسان. وانتهى بأن قدم استقالته الثلاثاء.
- الثلاثاء 2 نيسان/أبريل 2019 بعد أكثر من شهر على حركة شعبية غير مسبوقة في الجزائر قدم استقالته.

## كتب عن بوتفليقة
- كتاب “بوتفليقة.. الحكاية السرية”. الكاتب الصحافي الجزائري فريد عليلات[7]
- «بوتفليقة رجل القدر». عبد العزيز بوباكير[8]

## وصلات خارجية
- عبد العزيز بوتفليقة مسيره قائد... على يوتيوب.
- بوتفليقة انجازات وانجازات على يوتيوب.